# 聖母誕辰
聖母誕辰是基督教的一個節日，慶祝耶穌之母馬利亞的誕生。現代聖經正典並未記錄瑪利亞的誕生。關於馬利亞誕生的最早記載出現在《雅各福音書》（5:2），這是一部來自第二世紀末的偽經，記載她的父母為聖安妮和聖若亞敬。

## 背景
《雅各福音書》詳述了聖母瑪利亞的父親若亞敬，他是猶太十二支派中的一位顯赫且富有的成員。他和妻子安妮因未能生育而深感悲痛。聖母誕辰的歷史可追溯至六世紀的一首讚美詩。這一節日的起源可能要歸功於六世紀初的敘利亞或巴勒斯坦地區，當時，以弗所公會議後，聖母的崇拜強度顯著增強，特別是在敘利亞。此一假設得到耶路撒冷格魯吉亞讚美詩集的確證，該詩集編纂於六世紀中葉，其詩歌內容早於詩集最終完成的日期。首次的禮儀紀念活動與六世紀聖安妮教堂的奉獻儀式相關，當時這座教堂原名為聖瑪利亞大教堂，矗立在被認為是瑪利亞父母家園的牧羊池地點上。到了七世紀，拜占庭人開始慶祝聖母誕辰。然而，由於瑪利亞誕生的故事僅僅出現在偽經中，因此，拉丁教會較晚才接受這一節日的慶祝。到了七世紀末期，這一節日由東方修士傳入羅馬，並開始在當地推廣慶祝的習俗。

## 節日
聖母誕辰傳統上在9月8日慶祝，按照羅馬通用曆、許多路德宗曆、以及大多數聖公會曆，這一天是在聖母無染原罪瞻禮（12月8日）之後九個月。這希臘拜占庭禮天主教會和西方禮正教會、敘利亞東方正統教會和亞美尼亞使徒教會也使用這一日期。然而，亞歷山卓科普特正教會和埃塞俄比亞正教會則在5月9日慶祝這一節日。

## 資料來源
1. ↑  . Catechetics Online. para. 833. （原始内容存档于24 July 2011）.
2. ↑  Roten 2011.
3. ↑  . Catholic News Agency.   [8 September 2020]. （原始内容存档于2024-11-06）.
4. ↑  Frøyshov, Stig Simeon. . Canterbury Dictionary of Hymnology.   [2024-07-23]. （原始内容存档于2024-05-22）.
5. ↑  . All The Household. 2 August 2021  [11 May 2023]. （原始内容存档于2023-05-11）.

## 外部連結
- Nativitatis Beatae Mariae Virginis （页面存档备份，存于）